# Lista de clubes de futebol da Nova Zelândia
Lista de clubes de futebol da Nova Zelândia.
- Auckland City FC
- Canterbury United
- Caversham
- Central United
- Christchurch United
- Dunedin Technical
- East Auckland
- Hawke's Bay United
- Metro F.C.
- Miramar Rangers AFC
- Mt. Wellington
- Napier City Rovers
- North Shore United
- Otago United F.C.
- Tauranga City United
- Team Wellington
- Waikato FC
- Waitakere United
- Manawatu United
- Wellington Phoenix